# Championnat d'Uruguay de football 1901
Navigation
Édition précédente Édition suivante
| \| Montevideo: · CURCC · Albion · Deutscher · Uruguay Athletic · Nacional Montevideo \| Localisation des clubs engagés dans le championnat. |
| Montevideo: · CURCC · Albion · Deutscher · Uruguay Athletic · Nacional Montevideo                                                           |

La 2e édition du championnat d'Uruguay de football est remportée par le Central Uruguay Railway Cricket Club. C’est le deuxième titre consécutif du club de Montevideo. Le CURCC l’emporte avec 3 points d’avance sur le Nacional. Uruguay Athletic complète le podium. 
La deuxième saison du championnat uruguayen regroupe 5 équipes. Le Club Nacional de Football rejoint la compétition et se place immédiatement comme le club des uruguayens par opposition au CURCC qui est considéré comme le club des anglais. Cette opposition va être le point de départ du grand derby uruguayen entre le Nacional et le Peñarol qui est l'émanation directe du CURCC.
Le CURCC remporte le championnat en gagnant tous ses matchs mais est pour la première fois accroché en concédant son premier match nul.
Tous les clubs participant au championnat sont basés dans l’agglomération de Montevideo.

## Les clubs de l'édition 1901
| Club                                 | Stade                                    | Capacité | Ville      |
| ------------------------------------ | ---------------------------------------- | -------- | ---------- |
| Albion Football Club                 | Parque "Dr. Enrique Falco Lichtemberger" | 2000     | Montevideo |
| Central Uruguay Railway Cricket Club | Villa Peñarol                            | -        | Montevideo |
| Deutscher Fussball Klub              | -                                        | -        | Montevideo |
| Club Nacional de Football            | -                                        | -        | Montevideo |
| Uruguay Athletic Club                | Cancha de Punta Carretas                 | -        | Montevideo |

## Compétition

### Classement
Le classement est établi sur le barème de points suivant : victoire à 2 points, match nul à 1, défaite à 0.
| Rang | Équipe                    | Pts | J | G | N | P | Bp | Bc | Diff |
| ---- | ------------------------- | --- | - | - | - | - | -- | -- | ---- |
| 1    | CURCC                     | 15  | 8 | 7 | 1 | 0 | 30 | 4  | +26  |
| 2    | Club Nacional de Football | 12  | 8 | 5 | 2 | 1 | 15 | 8  | +7   |
| 3    | Uruguay Athletic Club     | 7   | 8 | 3 | 1 | 4 | 11 | 16 | -5   |
| 4    | Deutscher Fussball Klub   | 3   | 8 | 1 | 1 | 6 | 5  | 19 | -14  |
| 5    | Albion Football Club      | 3   | 8 | 1 | 1 | 6 | 3  | 17 | -14  |

| Légende : Qualifications et relégations | Légende : Qualifications et relégations |
| --------------------------------------- | --------------------------------------- |
|                                         | Champion d’Uruguay                      |
|                                         | Relégation en deuxième division         |
|                                         | T : Tenant du titre P : Promus          |

## Bilan de la saison
| Championnat d'Uruguay de football 1901                             |                                                 |
| Champion                                                           | Central Uruguay Railway Cricket Club (2e titre) |
| Promotions et relégations                                          |                                                 |
| Promus en Primera División                                         | Aucun                                           |
| Relégués en Championnat d'Uruguay de football de deuxième division | Aucun                                           |

## Statistiques

### Meilleur buteur
1. Juan Pena (CURCC), 6 buts.